# سیارک ۳۲۵۳
سیارک ۳۲۵۳ (به انگلیسی: 3253 Gradie، نامگذاری:1982HQ1) سه هزار و دویست و پنجاه و سومین سیارک کشف شده‌است که در ۲۸ آوریل ۱۹۸۲ کشف شد.
قدر مطلق سیارک برابر ۱۳٫۴۰ است.